# 재스민차

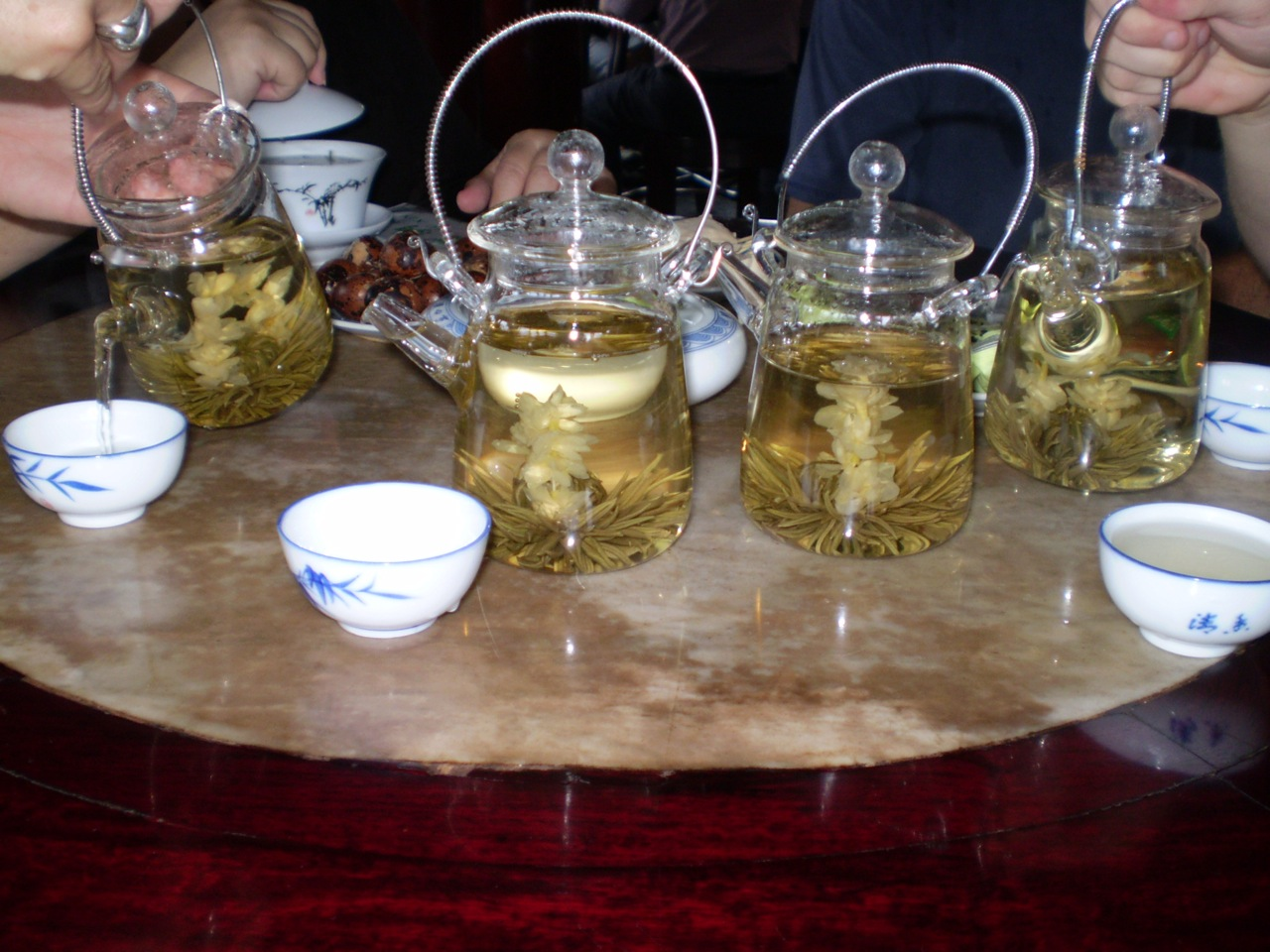
재스민차

재스민차(중국어: 茉莉花茶, 병음: mòlìhuā chá, 영어: Jasmine tea)는 중국의 차 종류 중 하나이다. 차 잎에 재스민 꽃 향기를 흡착 시킨 차로, 중국에서 가장 유명한 향기나는 차 중 하나이다. 강한 꽃 향기가 나지만 차 맛을 방해하지 않는다. 일반적으로 녹차가 이용되지만 백차나 우롱차를 사용하기도 한다.